# يوليسيس إس. غرانت الرابع
يوليسيس إس. غرانت الرابع (بالإنجليزية: Ulysses S. Grant IV)‏ هو جيولوجي أمريكي، ولد في 23 مايو 1893 في مقاطعة ويستتشستر في الولايات المتحدة، وتوفي في 11 مارس 1977 في سانتا مونيكا في الولايات المتحدة.